# 短杆状菌属
短杆状菌属（学名：Brevitalea）是沙质土微菌科的属。成员为革兰氏阴性杆菌、中温、需氧，且生活在干燥的土壤中。其模式种为干土短杆状菌。

## 词源
“Brevitalea”一词源自拉丁语的“brevis”（短）和“talea”（杆），意为短杆状的细菌。

## 历史
短杆状菌属的模式种是干土短杆状菌，于2011年在纳米比亚北部卡万戈区马歇尔地区奥卡万戈河附近发现。然而，直到2016年，短杆状菌属才确认为新的属，并归类于栖火山单胞菌科。
2018年，Dedysh和Yilmaz通过分析发现，栖火山单胞菌科是多系的，其中沙质土微菌属和短杆状菌属单独形成一条演化支。此外，沙质土微菌属-短杆状菌属演化支的表型和化学分类也与栖火山单胞菌属存在一定差异。基于这些研究结果，Dedysh和Yilmaz将沙质土微菌属和短杆状菌属归入一个新的科，即沙质土微菌科。

## 描述
短杆状菌为革兰氏阴性杆菌，不形成孢子或荚膜，不具运动性，并以二分裂繁殖。此外，该属为严格需氧的化能有机异营中温细菌，过氧化氢酶和细胞色素-c氧化酶均为阴性。该属优先利用复杂蛋白质底物作为碳源和能源，而其水解聚合物的能力是可变的。其唯一的呼吸醌是MK-8，DNA G+C含量范围为54.7至55.9%。

## 生态环境
短杆状菌通常存在于干燥黏壤土中。它们具备适应干旱环境的能力，能够在各种pH值下成长，并且依赖于这些环境中丰富的某些碳源。此外，短杆状菌与某些土壤特性表现出强烈的正相关性，包括镁、锰、铜和硼，而与电导率呈负相关性。这表明其丰度受到这些特定土壤化学属性的影响。